# Уочи Божића
Уочи Божића је српски телевизијски филм из 2015. године који је режирао Миливоје Мишко Милојевић, а сценарио написала Мирјана Лазић по мотивима прича Бранислава Нушића Госпођа Милхброт и Општинско дете. Снимљен је у продукцији Радио-телевизије Србије.

## Радња
Радња филма одвија се у Београду у време између два светска рата. Филм садржи сатиричне и хуморне нушићевске елементе у које је уплетена прича са хуманим обртом и срећним крајем у којој једно нахоче проналази породицу, а у кућу средовечног пара без деце, управо на Бадњи дан, неочекивано, уђе највећа радост позног родитељства...

## Улоге
| Глумац             | Улога        |
| ------------------ | ------------ |
| Анита Манчић       | Милка Јакшић |
| Драган Мићановић   | Панта Јакшић |
| Горица Поповић     | Илинка       |
| Никола Вујовић     | Мита         |
| Јована Гавриловић  | Смиљче       |
| Светислав Гонцић   | др Сима      |
| Бранка Шелић       | Ержика       |
| Иван Михаиловић    | Риста        |
| Бранислав Зеремски | сељак у возу |
| Иван Ђорђевић      |              |
| Владимир Тешовић   |              |
| Бранислав Платиша  |              |
| Немања Стојковић   |              |